# دو اند کو
دو اند کو (آلمانی: Do & Co) یک شرکت خدماتی در خصوص پذیرایی و رستوران است که دفتر مرکزی آن در وین اتریش است. دو اند کو در زمینه پذیرایی در هواپیماها، قطارها، هتل‌ها و جشن‌ها و مراسم‌های بین‌المللی فعالیت دارد. این شرکت همچنین از سال ۲۰۰۷ میلادی خدمات پذیرایی برای آستریا ایر (هواپیمایی اتریش) و از سال ۲۰۱۲ نیز این خدمات را برای راه‌آهن فدرال اتریش، انجام می‌دهد.

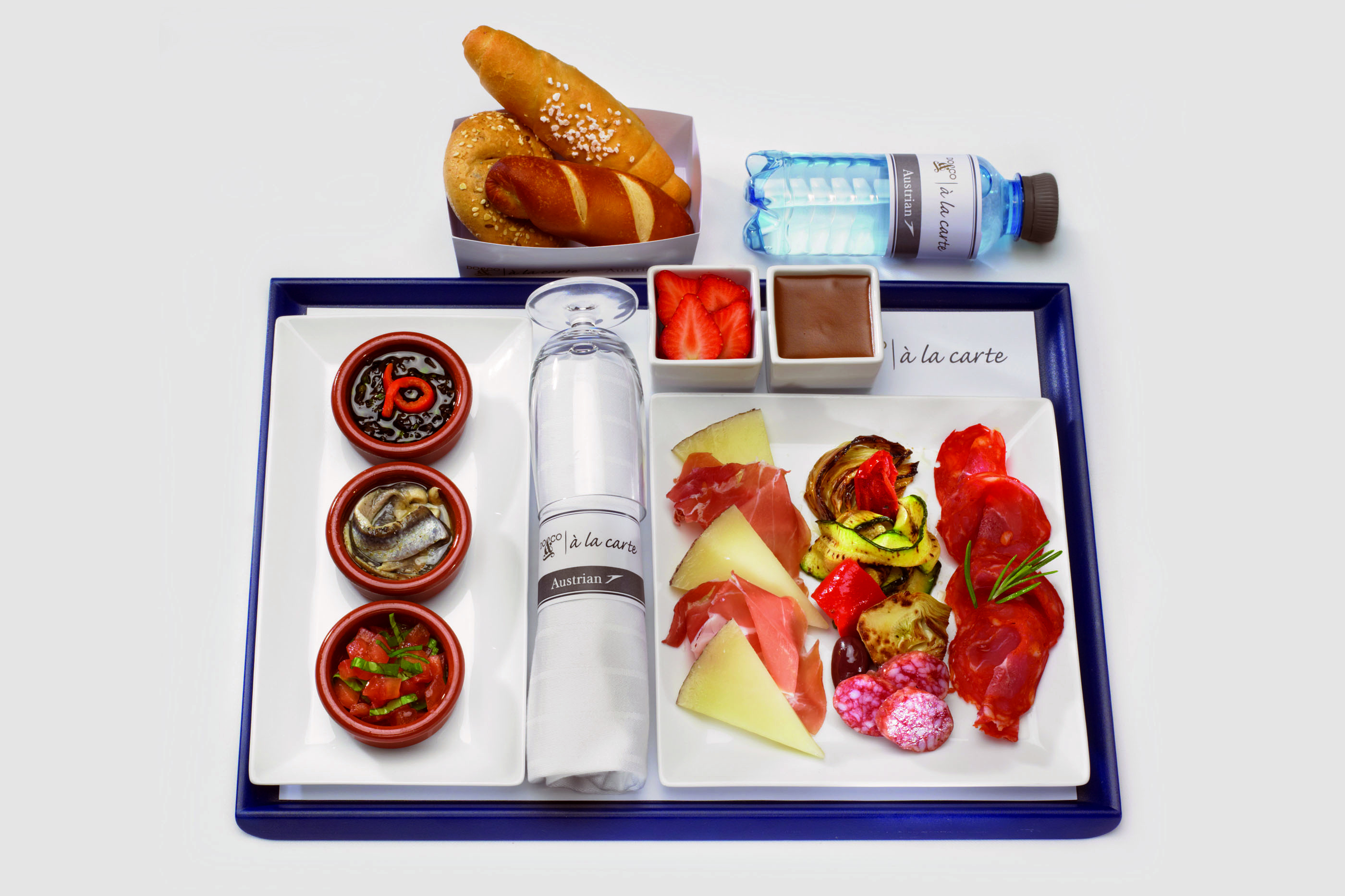
یک غذای هواپیمای لوکس و گران تهیه شده توسط شرکت پذیرایی دو اند کو